# John Higgins (pływak)
John Herbert Higgins (ur. 8 maja 1916 w Providence, zm. 1 sierpnia 2004 w Annapolis) – amerykański pływak, trener i działacz sportowy, rekordzista świata.
Karierę sportową rozpoczął w klubie prowadzonym przez YMCA, a następnie w młodzieżowym klubie pływackim w Olnyville (Rhode Island). Jeszcze w czasie nauki w szkole średniej zakwalifikował się do reprezentacji olimpijskiej Stanów Zjednoczonych na igrzyska w Berlinie, na których zajął 4. miejsce na 200 m stylem klasycznym. Przed olimpiadą ustanowił rekordy świata na 100 (dwukrotnie) i 200 m stylem klasycznym, stosując jako jeden z pierwszych pływaków technikę zbliżoną do późniejszego stylu motylkowego. Karierę kontynuował w kolejnych latach jako student Uniwersytetu Stanu Ohio (1936–1940), zdobywając szereg tytułów w amerykańskich mistrzostwach akademickich. Ustanowił łącznie 10 rekordów świata i 21 rekordów USA, sięgając po jedenaście tytułów mistrza kraju (uwzględniając występy sztafetowe).
Treningi pływackie kontynuował w czasie służby wojskowej w amerykańskiej marynarce wojennej, do której wstąpił w 1940. W czasie II wojny światowej był instruktorem lotniczym w Pensacoli na Florydzie. Pozostał w wojsku do 1954, przechodząc w stan spoczynku w stopniu komandora. Jednocześnie od 1950 prowadził zajęcia z pływania w Akademii Marynarki Wojennej. Był głównym trenerem pływania na tej uczelni przez 23 lata (do 1973), prowadząc reprezentację w rozgrywkach uczelnianych (m.in. osiągając w 1961 pierwsze od 18 lat zwycięstwo nad silną ekipą Uniwersytetu Yale). Opiekował się także amerykańską reprezentacją na igrzyskach wojskowych i studenckich.
Higgins aktywnie uczestniczył w rywalizacji seniorów, sięgając w kategorii Masters po osiemnaście tytułów mistrza Stanów Zjednoczonych (do czasu operacji kolana w 1979). W 1965 został wybrany prezesem Amerykańskiego Stowarzyszenia Akademickich Trenerów Pływania. W 1971 został uhonorowany miejscem w International Swimming Hall of Fame jako wybitny pływak, rok później jako zasłużony trener. W latach 90. pełnił funkcję prezydenta tej instytucji. Znalazł się również w kilku innych sportowych Hall of Fame, m.in. poświęconej pływakom stanu Maryland i sportowcom Uniwersytetu Stanu Ohio.
Był żonaty z działaczką pływacką (zm. 1993), miał dwoje dzieci.